# Liste der Einträge im National Register of Historic Places im Crawford County (Missouri)

Lage des Crawford County in Missouri

Die Liste der Einträge im National Register of Historic Places im Crawford County in Missouri führt die Bauwerke und historischen Stätten im Crawford County auf, die in das National Register of Historic Places aufgenommen wurden.
| [ 3 ] | Name                                    | Bild                                | Eintragsdatum        | Lage                                                                                | Ort        | Beschreibung |
| ----- | --------------------------------------- | ----------------------------------- | -------------------- | ----------------------------------------------------------------------------------- | ---------- | ------------ |
| 1     | Big Bend Rural School                   |                                     | 1978 ID-Nr. 78001643 | MO 19 37° 59′ 47″ N, 91° 22′ 31″ W                                                  | Steelville |              |
| 2     | Maj. Gen. William S. Harney Summer Home |                                     | 1984 ID-Nr. 84002144 | 332 South Mansion Avenue 38° 12′ 13″ N, 91° 9′ 48″ W                                | Sullivan   |              |
| 3     | Scotia Iron Furnace Stack               |                                     | 1969 ID-Nr. 69000099 | Rund 10 km südöstlich von Leasburg an der County Road H 38° 2′ 15″ N, 91° 11′ 47″ W | Leasburg   |              |
| 4     | Snelson-Brinker House                   |                                     | 2007 ID-Nr. 07000576 | MO 8 37° 56′ 56″ N, 91° 30′ 4″ W                                                    | Steelville |              |
| 5     | Wagon Wheel Motel, Café and Station     | Wagon Wheel Motel, Café and Station | 2003 ID-Nr. 03000183 | 901-905 East Washington Street 38° 3′ 52,6″ N, 91° 23′ 47,8″ W                      | Cuba       |              |